# Het Oinkbeest
Het Oinkbeest is een muzikaal sprookje, uitgebracht op elpee (EMI) in 1972 en vervolgens ook op cd in 1997. De makers Elly Nieman en Rikkert Zuiderveld vertellen het verhaal, de muzikale tussenstukken zijn eveneens door hen gespeeld, samen met Dimitri van Toren.
Het verhaal gaat over een vreemd beest dat in een bos tijdens een onweersbui zomaar uit de lucht komt vallen. Daar wordt het beest, dat enkel "oink" zegt, aangetroffen door het empathische elfje Zelfje. Samen met de zusjes Cherubijn en Serafijn en een portie magische Hete Bliksem lukt het om het beest te verstaan. Verder komen ze de vijf gompies tegen, met wie ze samen de strijd aanbinden tegen de Sistemen: enge haar-, hart- en teenloze wezens.
De uitvoering van Elly en Rikkert duurt ongeveer 30 minuten. Er zijn muziek- en tekstboeken van de musical in de handel, waarmee op scholen regelmatig uitvoeringen worden georganiseerd.